# Àguila ornada
L'àguila ornada (Spizaetus ornatus) és una espècie d'ocell de la família dels accipítrids (Accipitridae). Habita àrees boscoses de la zona Neotropical, des d'Hidalgo i Tamaulipas cap al sud, a través d'Amèrica Central i del Sud, fins a l'oest de l'Equador, nord i est de Bolívia, Brasil, el Paraguai i el nord de l'Argentina. El seu estat de conservació es considera gairebé amenaçat.